# A Frontline Compilation
A Frontline Compilation és un recopilatori del grup musical basc Kortatu. A mitjans dels anys 80, Kortatu era una dels grups estatals de major projecció internacional. Malgrat d'actuar en petits recintes (excepte al País Basc, on van arribar a tocar davant de més de 10000 persones), el grup havia realitzat, en els seus tres anys de vida, dues gires europees, una l'any 1986 i l'altra al 1987, tocant en països com Suïssa, França, Itàlia, Alemanya i els Països Baixos.
A causa de l'èxit que el grup tenia en diferents països europeus, el segell anglès Xarxa Rhino i el suís Organik, van editar un recopilatori que es va distribuir al Regne Unit i al centre d'Europa. El recopilatori estava compost per 12 cançons, totes dels àlbums Kortatu i El estado de las cosas, a més d'un enregistrament en directe de la cançó «A la calle».
En la portada de l'àlbum apareixia una dona amb el puny aixecat davant d'una ikurriña amb un crespó negre. En l'encartament de l'àlbum es detallava que era la mare de Pakito Arriaran, un militant d'ETA que va resultar mort en lluitar amb la guerrilla del FMLN a El Salvador. No obstant això, la dona que apareix en la portada no és la mare d'Arriaran. Es tracta de Maritxu Pagola, mare d'Inaxio Asteasuinzarra, refugiat basc assassinat pels GAL el 25 de setembre de 1985 en l'atemptat de l'hotel Monbar a Baiona. Precisament la 10a cançó d'aquest disc fa referència a aquest succés. En l'encartament de l'àlbum, les lletres apareixien traduïdes a l'anglès i al francès.
L'àlbum va ser reeditat en CD l'any 1988 per la discogràfica Oihuka.

## Llista de cançons
1. «Don Vito y la revuelta en el frenopático»
2. «Tolosa iñauteriak»
3. «Nicaragua Sandinista»
4. «Zu atrapatu arte»
5. «Sarri, Sarri»
6. «Desmond Tutu»
7. «Hernani, 15/VI/84»
8. «A la calle»
9. «La línea del frente»
10. «Hotel Monbar»
11. «9 zulo»
12. «Jaungoikoa eta lege zarra»
13. «Cartel en el CC. viejo de Bilbao»

Les cançons 1-7 van ser extretes de l'àlbum Kortatu. «A la calle» és un enregistrament en directe de la cançó original del tema A la calle. Les cançons 9-13 van ser extretes de El estado de las cosas.
Tots els temes van ser compostos per Kortatu excepte «Sarri, Sarri» (versió del tema «Chatty, chatty» de Toots and the Maytals).

## Crèdits
- Fermin Muguruza: guitarra i veu.
- Iñigo Muguruza: baix, guitarra i veu.
- Treku Armendáriz: bateria.

### Músics addicionals
- Javi «Trompetari»: trompeta a «Tolosa, iñauteriak» i «Nicaragua sandinista».
- Maurizia i León: cors a «Tolosa, iñauteriak».
- Jesús Soldevilla: percussió a «Desmond Tutu».
- Carolo: veu de la introducció de «Desmond Tutu».
- Joseán López: xiulet a «Nicaragua Sandinista».
- Josetxo Silguero: saxòfon a «Nicaragua sandinista».
- Jabier Muguruza: acordió a «Jaungoikoa eta lege zarra».
- Xabier Montoia: cors a «9 zulo».

## Personal tècnic
- Joseán López: tècnic de so, mescles i productor en les cançons 1-7.
- Marino Goñi: tècnic de so i mescles en les cançons 1-7.
- César Ibarretxe: tècnic de so i mescles en les cançons 9-13.
- Kortatu: producció en les cançons 8-13.
- Manolo Gil: disseny de la carpeta.
- Pipo Surber: fotografia de la contraportada.
- Edu: traduccions a l'anglès.

## Cultura popular
La imatge de Maritxu Pagola que apareix en la portada del disc va ser utilitzada per dues formacions polítiques de l'esquerra abertzale: per Herri Batasuna en els vuitanta i per Acció Nacionalista Basca en els seus cartells publicitaris de l'campanya electoral de 2007.